# Loge Balder
Loge Balder is een Nederlandstalige vrijmetselaarsloge in Brussel, die behoort tot het Grootoosten van België. De naam Balder verwijst naar de Germaanse god Baldr, god van het licht en de lente, de wijsheid en de welsprekendheid. De bijeenkomsten vinden plaats in de Lakensestraat 79.  

## Geschiedenis
Loge Balder werd opgericht in 1931.  De loge kwam in de in 1961 door het Grootoosten gehouden enquête naar voren als de werkplaats met het grootste aantal leden bedrijvig in paramaçonnieke verenigingen: zo zijn haar leden actief in het Humanistisch Verbond, de Oudstudentenbond van de VUB en de Vereniging voor Nederlandstalig vrijzinnig onderwijs.
Ze vermeldde in de jaren 1970 tevens de aanwezigheid van haar leden in de cultuurraden van de negentien Brusselse gemeenten om in deze organisaties de invloed van katholieken te kunnen breken.

## Bekende leden
- Herman Liebaers (1919-2010), hoofdconservator van de Belgische Koninklijke Bibliotheek en grootmaarschalk aan het Belgische hof.
- Leo Apostel (1925-1992), filosoof en professor
- Eleazar de Carvalho (1912-1996), componist
- Leopold Flam (1912-1995), filosoof
- Sylvain Keuleers, maçonniek historicus
- Roland Laridon, hoogleraar Nederlands aan de Rijkshogeschool voor Vertalers en Tolken in Brussel, algemeen secretaris en nadien nationaal voorzitter van het Vermeylenfonds, voorzitter van het Overlegcentrum van Vlaamse Verenigingen, ondervoorzitter van Het Vrije Woord en tv-realisator van de uitzendingen van het Vermeylenfonds
- Victor Legley (1915-1994), musicus
- Hugo De Schampheleire, maçonniek historicus
- Daniel Sternefeld (1905-1986), dirigent
- Willem Verougstraete, kamervoorzitter in het Arbeidshof van Brussel, voorzitter van de oudstudentenbond van de VUB en van de Vereniging voor Nederlands vrijzinnig hoger onderwijs, alsook medestichter van het Vermeylenfonds en van de Unie van vrijzinnige verenigingen.